# Kuratica
Kuratica (macedónul: Куратица) település Észak-Macedóniában, a Délnyugati körzet Ohridi járásában.

## Népesség
| Lakosok száma | 939  | 1013 | 979  | 895  | 740  | 497  | 417  | 326  | 219  |
|               | 1948 | 1953 | 1961 | 1971 | 1981 | 1991 | 1994 | 2002 | 2021 |

2002-ben 326 lakosa volt, akik mindannyian macedónok.